# Atruk Tseten
Atruk Tseten (né le 15 avril 1972 dans le Kham) est un moine gelugpa, geshé, et député tibétain exilé en Inde depuis 1991. 

## Biographie
Atruk Tseten est né dans le Kham. En 1991, il est parti en exil en Inde où il rejoint le monastère de Drépung dans le sud de l'Inde où il fait des études monastiques et obtient le diplôme de gueshé. En 2011, il a été élu à la 15e Assemblée tibétaine du Parlement tibétain en exil. Il y représente la tradition gelugpa. En novembre 2013, il fait partie d'une délégation de députés tibétains qui visite l'Europe. 
Neveu de Runggye Adak, un nomade tibétain condamné à 8 ans de prison pour subversion de l'état en Chine après une déclaration lors d'un festival de cheval dans le Kham et libéré à l'issue de la totalité de sa peine, Atruk Tseten s'est adressé aux médias, ce qui est alors considéré par le juge comme un acte nuisible à l'image internationale de la Chine.